# Ermida de Sant’Ana (São Bartolomeu de Messines)
A Ermida de Sant’Ana, igualmente conhecida como Ermida de Santa Ana, é um edifício religioso situado junto à vila de São Bartolomeu de Messines, no concelho de Silves, em Portugal.

## História e descrição
A ermida está situada numa zona isolada, a alguns quilómetros de distância da vila de São Bartolomeu de Messines. Assinala o sítio onde teve lugar uma batalha da Guerra Civil Portuguesa, em 24 de Abril de 1834, que opôs os liberais aos absolutistas, e onde participou o célebre guerrilheiro José Joaquim de Sousa Reis, mais conhecido como Remexido.
Junto à ermida foram recolhidas várias balas de chumbo, e foram descobertos vestígios de inumações no local durante obras no edifício. Os restos humanos foram depois reunidos e enterrados sob uma laje, junto à entrada principal. Foi também nesse período em que foi colocado um painel de azulejos junto da ermida, a recordar a batalha.
Nos finais da Década de 1990, o padre Augusto Martins de Brito fez feitas obras de reparação no edifício, com o apoio da autarquia de Silves. Na Década de 2010, o edifício já estava a mostrar sinais evidentes de degradação, tendo em Abril de 2016 o jornal Terra Ruiva reportado a queda parcial do telhado. Em Março de 2017, já a situação do edifício tinha piorado, devido aos efeitos do clima e do vandalismo. Em Abril desse ano, os membros do agrupamento de escuteiros de São Bartolomeu de Messines fizeram obras de limpeza no interior da ermida, iniciativa que também serviu para chamar a atenção sobre o estado de degradação do edifício.